# Trionymus plurostiolatus
Trionymus plurostiolatus är en insektsart som beskrevs av Borchsenius 1962. Trionymus plurostiolatus ingår i släktet Trionymus och familjen ullsköldlöss. Inga underarter finns listade i Catalogue of Life.